# Stadion Miejski w Zaqatali
Stadion Miejski – stadion sportowy w Zaqatali, w Azerbejdżanie. Został otwarty 19 września 2008 roku. Może pomieścić 3500 widzów. Obiekt jest częścią kompleksu olimpijskiego. W przeszłości swoje spotkania rozgrywali na nim piłkarze klubu Simurq Zaqatala.
Obiekt został wybudowany w latach 2006–2008 w miejscu starego i zaniedbanego Stadionu Miejskiego. Otwarcie nowej areny z udziałem prezydenta Azerbejdżanu İlhama Əliyeva miało miejsce 19 września 2008 roku. Stadion stanowi część powstałego w pierwszej dekadzie XXI wieku kompleksu olimpijskiego w Zaqatali. Obiekt posiada dwupiętrową, częściowo zadaszoną trybunę od strony zachodniej, sztuczne oświetlenie osadzone na czterech masztach, boisko ze sztuczną murawą i otaczającą je nietypową, prostokątną, czterotorową bieżnię lekkoatletyczną. Obok powstało także pełnowymiarowe boisko treningowe o naturalnej nawierzchni. Do czasu rozwiązania klubu w 2015 roku swoje spotkania na stadionie rozgrywali piłkarze drużyny Simurq Zaqatala.